# ケルヴァン・アミアン
ケルヴァン・アミアン・アドゥ（Kelvin Amian Adou、1998年2月8日 - ）は、フランス・トゥールーズのサッカー選手。リーグ・アン・FCナント所属。ポジションはDF。

## クラブ経歴

### トゥールーズ
2005年に当時8歳だったアミアンは、地元アマチュアクラブのバルマSCでサッカーを始めた。2007年にトゥールーズFCの下部組織に加入し、2015年10月26日、リーグ・アンのSCバスティア戦にて初めてトップチーム招集を受けたが、出番は来なかった。翌2016-17シーズンの序盤戦である8月14日、トップチームの右サイドバックに負傷者が続出したため、急遽この日のオリンピック・マルセイユ戦に出場してトップチームデビューとプロデビューを果たした。デビュー後すぐにポジションを確保し、プロ1年目ながらリーグ戦24試合に出場、うち22試合は先発フル出場だった。この活躍が評価され、シーズン途中の10月にはクラブとの契約を3年間延長している。また、2017-18シーズン終了後にはさらに契約を延長して2021年までとした。2020-21シーズン、このシーズンクラブはリーグ・ドゥで戦うことになったが、アミアンはポジションを右サイドバックからセンターバックに変更し、33試合4ゴールという成績を残した。

### スペツィア・カルチョ
2021年7月22日、セリエAのスペツィア・カルチョに移籍し、5年契約を結んだことが発表された。

### ナント
2024年1月25日、FCナントに4年半契約で移籍した。